# Dignity (Hilary Duff)
Dignity è il quarto album in studio della cantante Hilary Duff.

## Descrizione
Il disco è stato annunciato durante la trasmissione radiofonica di Ryan Secrest, KiisFm, il 25 gennaio 2007.
L'album è stato pubblicato in Italia il 23 marzo in anteprima mondiale, e successivamente in Regno Unito, Spagna, Germania e Stati Uniti. Ad oggi l'album ha venduto 1 700 000 copie in tutto il mondo.
L'album è molto diverso dai precedenti, con sonorità più dance pop e suoni elettronici. Hanno collaborato grandi nomi della musica tra cui Kara DioGuardi. Tutte le canzoni tranne Outside of You sono state co-scritte da Hilary. Il primo singolo estratto è stato Play with Fire, pubblicato il 18 agosto 2006 negli Stati Uniti. In Italia il primo singolo è stato With Love. Il secondo singolo, Stranger, è uscito nelle radio il 25 maggio 2007.
Gypsy Woman era stata accreditata come quarto singolo ufficiale e la decisione presa dalla Duff era questa, ma la sua casa discografica le impose di non rilasciarlo. Dignity ottenne ottime recensioni anche se non venne ufficialmente pubblicato come singolo. Danger è uno dei brani preferiti della cantante perché parla di una storia vera vissuta tra lei e un uomo ma non venne mai nemmeno proposta l'idea di lanciarlo come singolo. Secondo alcune indiscrezioni, Outside of You avrebbe dovuto essere il secondo singolo al posto di With Love, ma poi sostituito da quest'ultima. Happy e Dreamer erano state inizialmente scelte per essere singoli ma il progetto venne subito scartato.
A seguito della pubblicazione dell'album, Hilary ha intrapreso una tournée dal nome Dignity World Tour. Inoltre è uscito un EP promozionale dell'album in edizione rara con cinque remix ufficiali. L'EP è intitolato Dignity Remix ed è pubblicato solo in America.

## Dignity Deluxe Edition
L'album è stato pubblicato in due versioni: una versione standard e una versione deluxe (Hilary Duff: Dignity Deluxe Edition) contenente materiale bonus e un DVD con tutta la videografia. A meno da una settimana dall'uscita del disco in Italia, l'album ha ricevuto la certificazione come disco d'oro per essere arrivato a 40 000 copie vendute.

## Parti autobiografiche

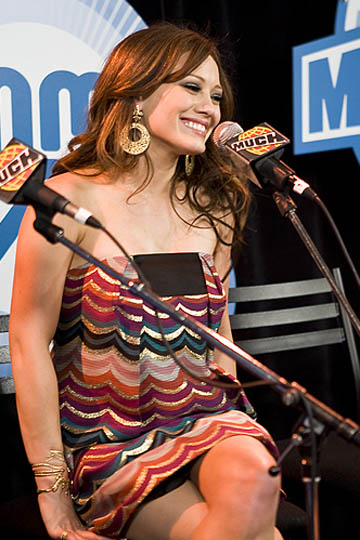
Hilary durante la promozione dell'album "Dignity".

Molte canzoni dell'album sono ispirate a fatti realmente accaduti alla cantante nel periodo in cui lavorava al disco e precedente, come ad esempio la rottura del fidanzamento con il cantante dei Good Charlotte Joel Madden. La prima traccia, Stranger, rivela un complicato rapporto fra la madre di Hilary e un uomo, la seconda, Dignity, è una riflessione su come la tormentata vita di Hollywood rovini le persone, With Love si riferisce alle affinità amorose della cantante con i ragazzi, Danger parla dei rapporti con differenza d'età; la Gypsy Woman è una donna con cui il padre della stessa Duff ebbe una relazione, Dreamer riprende il periodo in cui Hilary fu ossessivamente inseguita da un suo fan russo che minacciava di ucciderla.

## Tracce
1. Stranger – 4:10 (Hilary Duff, Kara DioGuardi, Vada Nobles, Derrick Haruin, Julius Diaz)
2. Dignity – 3:12 (Hilary Duff, Kara DioGuardi, Chico Bennett, Richard Vission)
3. With Love – 3:01 (Hilary Duff, Kara DioGuardi, Vada Nobles, Derrick Haruin, Julius Diaz)
4. Danger – 3:31 (Hilary Duff, Kara DioGuardi, Vada Nobles, Derrick Haruin, Julius Diaz, Mateo Camargo)
5. Gypsy Woman – 3:14 (Hilary Duff, Haylie Duff, Ryan Tedder)
6. Never Stop – 3:13 (Hilary Duff, Kara DioGuardi, Chico Bennett, Richard Vission)
7. No Work, All Play – 4:17 (Hilary Duff, Kara DioGuardi, Greg Wells)
8. Between You and Me – 3:05 (Hilary Duff, Kara DioGuardi, Chico Bennett, Richard Vission)
9. Dreamer – 3:10 (Hilary Duff, Kara DioGuardi, Farid Karam Nassar)
10. Happy – 3:28 (Hilary Duff, Kara DioGuardi, Mitch Allan, Rhett Lawrence)
11. Burned – 3:21 (Hilary Duff, Kara DioGuardi, Farid Karam Nassar)
12. Outside of You – 4:03 (Alecia Moore, Chantal Kreviazuk, Raine Maida)
13. I Wish – 3:51 (Hilary Duff, Kara DioGuardi, Tim Kelley, Bob Robinson)
14. Play with Fire – 3:00 (Hilary Duff, Kara DioGuardi, Rhett Lawrence, William Adams)

### Dignity - Walmart edition (bonus CD – Dignity Remixes EP)
Versione dell'album che comprende un bonus CD coi remix ufficiali dei singoli, riservato solo agli ipermercati Walmart e commercializzato solamente in America. L'EP dal giorno della sua pubblicazione ha venduto circa 125 000 copie. Il disco è disponibile anche su iTunes negli Stati Uniti. Il remix di Come Clean compare anche nell'album Most Wanted.

#### Tracce EP
1. With Love (Richard Vission Remix)" — 6:08
2. Play with Fire (Richard Vission Remix) — 3:13
3. Dignity (Richard Vission Remix) — 3:45
4. Play with Fire (Vada Mix) —  3:17
5. Come Clean (Chris Cox Dance Mix) - 3:43

## Classifiche
| classifiche (2007) | Massima posizione |
| ------------------ | ----------------- |
| Argentina          | 15                |
| Australia          | 17                |
| Canada             | 3                 |
| Francia            | 133               |
| Irlanda            | 10                |
| Italia             | 8                 |
| Messico            | 22                |
| Nuova Zelanda      | 31                |
| Regno Unito        | 25                |
| Spagna             | 12                |
| Svizzera           | 64                |
| U.S. Billboard 200 | 3                 |

## Andamento nella classifica degli album italiani
| Posizione | 8 | 10 | 15 | 17 | 29 | 26 | 22 | 40 | 39 | 61 | 43 | 79 | - | - | 61 | 82 | - | - | - | - | - | - | - | 81 |